# Paris el Jove
Paris el Jove va ser un famós actor romà, més reconegut que el seu homònim Paris el Vell, que va viure en temps de l'emperador Domicià.
Era nadiu d'Egipte i va emigrar a Roma on les seves danses i pantomimes van guanyar l'admiració del públic, l'amor de les matrones romanes i finalment van cridar l'atenció de l'emperador. Se li va permetre d'actuar davant dels més importants personatges de Roma.
El Pseudo-Suetoni diu que Juvenal va ser desterrat a Egipte per haver atacat a Paris, però probablement això no és correcte.
La seva popularitat va ser la seva ruïna. Domícia Longina, la dona de l'emperador, es va enamorar perdudament de l'actor. Domicià, quan se'n va assabentar, es va divorciar, i va fer matar Paris al mig del carrer, junt amb un jove deixeble, simplement perquè s'hi assemblava. La gent va lamentar profundament la mort del seu actor preferit. Alguns van omplir el lloc on va caure amb flors i perfums, però l'emperador els va fer executar. Marcial va expressar el que la ciutat sentia, quan el va citar en un epigrama que va compondre en el seu honor:
| «                  | "Romani decus et dolor theatri" | » |
| — Marcial.VI,82-87 |                                 |   |

(Honor dels romans i dolor del teatre).